# Johann Gottlieb Benjamin Engler
Johann Gottlieb Benjamin Engler (Breslau (1775-1829) fou un fabricant d'orgues alemany.
El seu pare, Gottlieb, i el seu avi Michael ja s'havien distingit en la mateixa professió, i construït orgues notables en diverses ciutats d'aquelles comarques. Johann no tenia els coneixements tècnics ni la inventiva dels seus predecessors, però, malgrat tot, fabricà bellíssims instruments, acabats amb una minuciositat sorprenent.
També millorà certs mecanismes, tant del registre com de les manxes, i els seus orgues, que encara es poden veure en algunes esglésies d'Alemanya, són realment superiors. Restaurà altres antics, posant en la seva labor la lentitud i la consciència que el caracteritzaven. Aquests mateixa lentitud el feu viure quasi indigent durant tota la seva vida. La restauració de l'orgue de Breslau el va entretenir quasi onze anys.